# Сезон ФК «Динамо» (Київ) 1937
| «Динамо» (Київ) у сезоні 1936 (весна) | «Динамо» (Київ) у сезоні 1936 (весна)            |
| ------------------------------------- | ------------------------------------------------ |
| Ліга                                  | Група «А»                                        |
| Місце в лізі                          | 3-тє                                             |
| Раунд у Кубку СРСР                    | 1/4 фіналу                                       |
| Раунд у Кубку УРСР                    | Переможець                                       |
| Головний тренер                       | Мойсей (Михайло) Товаровський                    |
| Стадіон                               | Київський стадіон «Динамо» ім. Балицького (Київ) |
| Капітан                               | Костянтин Щегоцький                              |
| Найкращий бомбардир у лізі            | Павло Комаров — 7                                |
| Найбільше матчів у лізі               | Чотири гравці — по 16                            |

Сезон «Динамо» (Київ) 1937 — третій сезон в історії футбольного клубу «Динамо» (Київ). Команда посіла 3-те місце серед 9 колективів чемпіонату СРСР групи «А», який пройшов в два кола з 23 липня по 30 жовтня 1937 року.

## Підготовка до сезону
Перед початком сезону команду покинув півзахисник Михайло Путистін. Замість нього до команди прийшли Петро Лайко з дніпропетровського «Динамо» та Костянтин Калач з київського «Райкомвода»

## Головні події сезону
Не відміну від перших двох сезонів, у 1937 році вперше був проведений повноцінний двоколовий чемпіонат. «Динамівці» проводять досить вдалий сезон, двічі навіть виходячи на перше місце в чемпіонаті (після 5 та 14 туру), проте обидва рази кияни не змогли втриматися на вершині і в підсумку пропустили вперед московські «Динамо» і «Спартак», здобувши друге в своїй історії призове місце.
Цього ж року «Динамо» дебютувало в Кубку СРСР, де динамівці дійшли до чвертьфіналу, де програли динамівцям з Тбілісі 1:2. У тому ж Кубку кияни здобули найбільшу перемогу: обіграли ленінградський «Завод ім. Орджонікідзе» з рахунком 8:1.
Того ж сезону «Динамо» дебютувало і в новоствореному Кубку УРСР, де без проблем здобуло перемогу.
Влітку СРСР відвідала збірна Басконії. 15 липня в Києві баски виграли у динамівців з рахунком 3:1. На зустріч з басками московський «Спартак» запрошує з київського «Динамо» нападників Віктора Шиловського і Костянтина Щегоцького. «Спартак» перемагає басків 6:2, а Шиловський в цьому матчі забиває 2 м'ячі.
У списку «33 найкращих гравців СРСР»: динамівці Микола Трусевич, Володимир Гребер, Іван Кузьменко і Віктор Шиловський (№2), Олексій Клименко, Павло Комаров і Петро Лайко (№3).

## Склад
| №  | Гравець             | Амплуа      | Дата народження   | І (ч) | Г (ч) | І (к) | Г (к) |
| -- | ------------------- | ----------- | ----------------- | ----- | ----- | ----- | ----- |
| 1  | Микола Трусевич     | Воротар     | 5 лютого 1909     | 3     | ‑4    | 3     | ‑4    |
| 1  | Антон Ідзковський   | Воротар     | 29 грудня 1907    | 13    | ‑20   | 2     | ‑1    |
| 2  | Олексій Клименко    | Захисник    | 1912              | 14    | 0     | 4     | 0     |
| 3  | Георгій Тимофєєв    | Захисник    | 1910              | 1     | 0     | 4     | 0     |
| 3  | Василь Правовєров   | Захисник    | 25 грудня 1904    | 9     | 0     | 3     | 0     |
| 4  | Володимир Гребер    | Півзахисник | 8 листопада 1911  | 16    | 3     | 0     | 0     |
| 4  | Іван Кузьменко      | Півзахисник | 15 вересня 1912   | 16    | 5     | 5     | 2     |
| 5  | Йосип Ліфшиць       | Півзахисник | 8 березня 1914    | 14    | 1     | 5     | 0     |
| 6  | Федір Тютчев        | Півзахисник | 3 травня 1907     | 1     | 0     | 0     | 0     |
| 6  | Микола Коротких     | Нападник    | 1909              | 9     | 1     | 5     | 0     |
| 7  | Макар Гончаренко    | Нападник    | 11 квітня 1912    | 13    | 3     | 5     | 3     |
| 8  | Віктор Шиловський   | Нападник    | 25 липня 1911     | 7     | 3     | 5     | 3     |
| 9  | Костянтин Щегоцький | Нападник    | 13 квітня 1911    | 9     | 3     | 5     | 7     |
| 9  | Петро Лайко         | Нападник    | 27 вересня 1910   | 15    | 4     | 2     | 1     |
| 10 | Павло Комаров       | Нападник    | 16 березня 1913   | 16    | 7     | 5     | 1     |
| 10 | Костянтин Калач     | Нападник    | 1914              | 7     | 0     | 0     | 0     |
| 11 | Микола Махиня       | Нападник    | 30 листопада 1912 | 16    | 3     | 4     | 1     |

## Чемпіонат СРСР

### Матчі
| Дата       | Тур | Команда 1      | Рахунок   | Команда 2      |
| ---------- | --- | -------------- | --------- | -------------- |
| 23.07.1937 | 1   | «Динамо» К     | 0:2 (0:1) | «Металург» М   |
| 29.07.1937 | 8   | «Динамо» К     | 1:1 (0:0) | «Локомотив» М  |
| 06.08.1937 | 9   | «Динамо» Л     | 0:1 (0:0) | «Динамо» К     |
| 12.08.1937 | 3   | «Динамо» К     | 2:2 (1:0) | «Динамо» Тб    |
| 15.08.1937 | 2   | ЦБЧА           | 2:4 (0:1) | «Динамо» К     |
| 17.08.1937 | 4   | «Спартак» М    | 1:2 (0:0) | «Динамо» К     |
| 24.08.1937 | 5   | «Динамо» М     | 2:1 (0:0) | «Динамо» К     |
| 30.08.1937 | 7   | «Динамо» К     | 4:1 (1:1) | «Червона зоря» |
| 05.09.1937 | 10  | «Металург» М   | 0:2 (0:1) | «Динамо» К     |
| 10.09.1937 | 11  | «Червона зоря» | 2:6 (0:3) | «Динамо» К     |
| 15.09.1937 | 12  | «Локомотив» М  | 2:2 (2:1) | «Динамо» К     |
| 24.09.1937 | 14  | «Динамо» К     | 2:2 (0:0) | «Динамо» М     |
| 30.09.1937 | 15  | «Динамо» К     | 1:1 (0:1) | «Динамо» Л     |
| 04.10.1937 | 17  | «Динамо» К     | 1:0 (0:0) | ЦБЧА           |
| 10.10.1937 | 16  | «Динамо» Тб    | 5:3 (1:2) | «Динамо» К     |
| 18.10.1937 | 13  | «Динамо» К     | 1:1 (1:0) | «Спартак» М    |

### Турнірна таблиця
| М | Команда                    | І  | В | Н | П  | М     | О  |
| - | -------------------------- | -- | - | - | -- | ----- | -- |
|   | «Динамо» (Москва)          | 16 | 8 | 6 | 2  | 37-20 | 38 |
|   | «Спартак» (Москва)         | 16 | 8 | 5 | 3  | 24-16 | 37 |
|   | «Динамо» (Київ)            | 16 | 7 | 6 | 3  | 33-24 | 36 |
| 4 | «Динамо» (Тбілісі)         | 16 | 7 | 4 | 5  | 30-24 | 34 |
| 5 | «Металург» (Москва)        | 16 | 7 | 2 | 7  | 26-21 | 32 |
| 6 | «Локомотив» (Москва)       | 16 | 5 | 5 | 6  | 18-20 | 31 |
| 7 | «Динамо» (Ленінград)       | 16 | 2 | 9 | 5  | 21-25 | 29 |
| 8 | «Червона зоря» (Ленінград) | 16 | 4 | 4 | 8  | 17-31 | 28 |
| 9 | ЦБЧА (Москва)              | 16 | 3 | 1 | 12 | 18-43 | 23 |

- Система нарахування очок: 3 за перемогу, 2 за нічию, 1 за поразку та 0 за неявку.

## Кубок СРСР

### Матчі
| Дата       | Раунд | Команда 1                            | Рахунок | Команда 2          |
| ---------- | ----- | ------------------------------------ | ------- | ------------------ |
| 24.05.1937 | 1/64  | «Динамо» К                           | 3:0     | БЧА (Смоленськ)    |
| 30.05.1937 | 1/32  | «Завод ім. Орджонікідзе» (Ленінград) | 1:8     | «Динамо» К         |
| 06.06.1937 | 1/16  | «Торпедо» (Горький)                  | 0:5     | «Динамо» К         |
| 12.06.1937 | 1/8   | «Динамо» К                           | 4:2     | «Торпедо» (Москва) |
| 19.06.1937 | 1/4   | «Динамо» (Тбілісі)                   | 2:1     | «Динамо» К         |

## Кубок УРСР

### Матчі
| Дата       | Раунд | Команда 1                  | Рахунок | Команда 2                  |
| ---------- | ----- | -------------------------- | ------- | -------------------------- |
| 27.04.1937 | 1/16  | «Завод Кінап» (Одеса)      | 2:4     | «Динамо» К                 |
| 02.05.1937 | 1/8   | «Суднобудівник» (Миколаїв) | 3:4     | «Динамо» К                 |
| 06.05.1937 | 1/4   | «Авангард» (Краматорськ)   | 0:1     | «Динамо» К                 |
| 12.05.1937 | 1/2   | «Динамо» К                 | 8:0     | «Динамо» (Дніпропетровськ) |
| 18.05.1937 | Фінал | «Динамо» К                 | 4:2     | «Динамо» (Одеса)           |

### Фінал
| 18 травня 1937 |

| «Динамо» (Київ)                                                    | 4:2 (0:1, 2:1, 2:0) | «Динамо» (Одеса)                                   |
| ------------------------------------------------------------------ | ------------------- | -------------------------------------------------- |
| Макар Гончаренко 53' Віктор Шиловський 70' Микола Махиня 94', 103' |                     | Олексій Клименко 35' (аг) Леонід Орєхов 61' (пен.) |

| Київський стадіон «Динамо» ім. Балицького (Київ) Глядачів: 40000 Арбітр: Йоселевич (Харків) |

«Динамо» (Київ): Трусевич, Правовєров, Клименко, Тютчев, Ліфшиць, Кузьменко, Гончаренко, Шиловський, Щегоцький, Комаров, Махиня

Головний тренер: М. Д. Товаровський.
«Динамо» (Одеса): Михальченко, Волін, Табачковський, Хижников, Хейсон, Токар, Калашников, Малхасов, Орєхов, Борисевич, Сосицький. Заміна: Гичкін

Головний тренер: ?.
Вилучення: І. Борисевич, Табачковський.

## Матч з басками
Влітку відбулося турне збірної Країни Басків по СРСР. 15 липня баски провели поєдинок у Києві з динамівцями. Кияни, для підсилення складу на цю гру, доукомплектувалися трьома гравцями: захисниками Іллею Гвоздковим («Локомотив» Москва), Василем Глазковим («Динамо» Ростов-на-Дону) і півзахисником Миколою Табачковським («Динамо» Одеса).
| 15 липня 1937 |

| «Динамо» (Київ)       | 1:3  | Країна Басків               |
| --------------------- | ---- | --------------------------- |
| Віктор Шиловський 43' | звіт | Ісідро Лангара 1', 21', 48' |

| Київський стадіон «Динамо» ім. Балицького (Київ) Глядачів: 40 000 Арбітр: Лев Чорнобильський (Київ) |

«Динамо» (Київ): Трусевич, Глазков, Гвоздков, Кузьменко (Тимофєєв), Ліфшиць, Табачковський, Шиловський, Лайко (Гончаренко, 65), Щегоцький (к), Комаров, Махиня.

Головний тренер: М. Д. Товаровський.

Країна Басків: Бласко, Аресо, Аедо, Субієта, Мугуерса, Ечебаррія, Горостіса, Регейро (к), Лангара, Ларрінага, Алонсо.

Головний тренер: Педро Вальяна.